# Хто ми? Психоаналіз українців
«Хто ми? Психоаналіз українців» – документальний фільм Олександра Ткачука про колективні психотравми українців, як їх позбутись та стати успішною нацією. Прем'єра відбулась 10 грудня 2021 року у Чернівцях. Тур з прем'єрними показами пройшов у січні 2022 року у Житомирі, Києві, Львові, Одесі, Краматорську та Харкові.

## Синопсис
Наша колективна підсвідомість керується психотравмами минулого, а в українців за 20 століття їх сталося чи не найбільше в Європі. Перша і Друга світові війни, Голодомор, розстріляне відродження, репресії і тотальний контроль понад 70 років під час окупації комуністичним режимом. Це не просто трагічне минуле, це колективна психологічна травма, яка передалась нам сучасним поколінням українців, і яка не дає змоги вийти на новий рівень суспільного і державного розвитку. Це проявляється фактично у всіх сферах життя: скільки ми їмо, як створюємо бізнес, як заощаджуємо і думаємо про гроші, як виховуємо дітей, як будуємо домівки, як обираємо і владу і як до неї ставимося, як ми спілкуємось одне з одним і зрештою як ми бачимо своє майбутнє. Документальний фільм «Хто ми? Психоаналіз українців» – це колективний сеанс психотерапії у формі кіно, за час перегляду якого ми маємо згадати, що сталося і зрозуміти як це на нас вплинуло. Ми маємо опрацювати наші травми, аби стати здоровою і успішною нацією. І це лише перший крок.

## Виробництво
Фільм "Хто ми? Психоаналіз українців"  створено за підтримки Буковинського культурного фонду та Благодійного фонду "Кращим бути".
Виробництво фільму здійснював продакшн Mamay media [Архівовано 15 лютого 2022 у Wayback Machine.]